# Перевоз (Горайская волость)
Перевоз — деревня в Горайской волости Островского района Псковской области.
Расположена на правом берегу реки Синяя, в 30 км к югу от города Остров, в 14 км к юго-западу от волостного центра, деревни Крюки и в 12 км к западу от деревни Гораи.
Численность населения деревни по состоянию на 2000 год составляла 9 человек.
До 3 июня 2010 года деревня входила в состав ныне упразднённой Синерецкой волости с центром в деревне Гривы.